# Elezioni parlamentari in Slovenia del 2022
Le elezioni parlamentari in Slovenia del 2022 si sono tenute il 24 aprile per il rinnovo dell'Assemblea nazionale.
Le elezioni sono state largamente vinte dal liberale ecologista Robert Golob, alla guida del Movimento Libertà, che si è imposto sul premier uscente Janez Janša, leader del sovranista Partito Democratico Sloveno. Con un'affluenza del 71%, sono state le elezioni parlamentari più partecipate dal 2000.

## Sistema elettorale
Per l’elezione dei 90 membri dell'Assemblea nazionale, la legge elettorale slovena prevede due metodi:
- 88 sono eletti con un sistema di rappresentanza proporzionale a liste aperte, applicato in 8 collegi plurinominali da 11 seggi ciascuno, da cui le preferenze sono convertite in seggi secondo il cosiddetto “Quoziente di Droop” del Metodo del quoziente e dei più alti resti. I deputati eletti, dunque, sono identificati classificando tutti i candidati di un partito in una circoscrizione, in base alla percentuale di voti che hanno ricevuto nel loro distretto. Al termine di ciò, i seggi che rimangono vacanti sono assegnati ai partiti a livello nazionale utilizzando il metodo D'Hondt con una soglia elettorale del 4%.[3].

- 2 sono eletti dalle minoranze italiana e ungherese, classificando tutti i candidati sulla scheda elettorale secondo un elenco numerico. Il candidato con il maggior numero di preferenze, dopo un’eventuale ripartizione, vince[3].

In ogni caso, i partiti devono avere in ogni lista elettorale almeno il 35% di individui di genere opposto al dominante, tranne nei casi in cui ci siano solo tre candidati. Per queste liste, ci deve essere almeno un candidato di ogni genere.

## Sondaggi politici

Sondaggi politici aggiornati al 24 aprile 2022

## Risultati
| Movimento Libertà                                            | 410 769   | 34,45 | 41 |  |  |  |
| Partito Democratico Sloveno                                  | 279 897   | 23,48 | 27 |  |  |  |
| Nuova Slovenia                                               | 81 794    | 6,86  | 8  |  |  |  |
| Socialdemocratici                                            | 79 709    | 6,69  | 7  |  |  |  |
| La Sinistra                                                  | 53 234    | 4,46  | 5  |  |  |  |
| Lista di Marjan Šarec                                        | 44 401    | 3,72  | –  |  |  |  |
| Connettiamo la Slovenia (Konkretno - Verdi - SLS - NLS - NS) | 40 612    | 3,41  | –  |  |  |  |
| Resnica                                                      | 34 107    | 2,86  | –  |  |  |  |
| Partito di Alenka Bratušek                                   | 31 117    | 2,61  | –  |  |  |  |
| Movimento Società Sana                                       | 21 021    | 1,76  | –  |  |  |  |
| Naša prihodnost - Dobra država                               | 20 279    | 1,70  | –  |  |  |  |
| Partito Pirata di Slovenia                                   | 19 480    | 1,63  | –  |  |  |  |
| Terra Nostra                                                 | 17 846    | 1,50  | –  |  |  |  |
| Partito Nazionale Sloveno                                    | 17 736    | 1,49  | –  |  |  |  |
| Primavera - Partito Verde                                    | 16 089    | 1,35  | –  |  |  |  |
| Per il Popolo della Slovenia                                 | 8 340     | 0,70  | –  |  |  |  |
| Partito Democratico dei Pensionati della Slovenia            | 7 840     | 0,66  | –  |  |  |  |
| Lista di Boris Popovič                                       | 5 174     | 0,43  | –  |  |  |  |
| Lega della Patria                                            | 2 117     | 0,18  | –  |  |  |  |
| Alleanza Liberiamo la Slovenia (ZSi - SSN - NSD - SAK)       | 563       | 0,05  | –  |  |  |  |
| Movimento Slovenia Unita                                     | 168       | 0,01  | –  |  |  |  |
| Comunità nazionali italiana e ungherese                      | –         | –     | 2  |  |  |  |
| Totale                                                       | 1 192 293 | 100   | 90 |  |  |  |
|                                                              |           |       |    |  |  |  |
| Voti non validi                                              | 11 080    | 0,92  |    |  |  |  |
| Votanti                                                      | 1 203 373 | 70,96 |    |  |  |  |
| Elettori                                                     | 1 695 771 |       |    |  |  |  |

| Riepilogo dei voti (+/- elezioni 2018)  | Riepilogo dei voti (+/- elezioni 2018) | Riepilogo dei voti (+/- elezioni 2018) | Riepilogo dei voti (+/- elezioni 2018) | Riepilogo dei voti (+/- elezioni 2018) | Riepilogo dei voti (+/- elezioni 2018) | Riepilogo dei voti (+/- elezioni 2018) |
| --------------------------------------- | -------------------------------------- | -------------------------------------- | -------------------------------------- | -------------------------------------- | -------------------------------------- | -------------------------------------- |
| Movimento Libertà                       | Movimento Libertà                      | Movimento Libertà                      |                                        |                                        | 34,45%                                 | Nuovo                                  |
| Partito Democratico Sloveno             | Partito Democratico Sloveno            | Partito Democratico Sloveno            |                                        |                                        | 23,48%                                 | ▼ 1,44                                 |
| Nuova Slovenia                          | Nuova Slovenia                         | Nuova Slovenia                         |                                        |                                        | 6,86%                                  | ▼ 0,30                                 |
| Socialdemocratici                       | Socialdemocratici                      | Socialdemocratici                      |                                        |                                        | 6,69%                                  | ▼ 3,24                                 |
| La Sinistra                             | La Sinistra                            | La Sinistra                            |                                        |                                        | 4,46%                                  | ▼ 4,87                                 |
| Lista di Marjan Šarec                   | Lista di Marjan Šarec                  | Lista di Marjan Šarec                  |                                        |                                        | 3,72%                                  | ▼ 8,86                                 |
| Connettiamo la Slovenia                 | Connettiamo la Slovenia                | Connettiamo la Slovenia                |                                        |                                        | 3,41%                                  | ▼ 10,03                                |
| Resni.ca                                | Resni.ca                               | Resni.ca                               |                                        |                                        | 2,86%                                  | Nuovo                                  |
| Partito di Alenka Bratušek              | Partito di Alenka Bratušek             | Partito di Alenka Bratušek             |                                        |                                        | 2,61%                                  | ▼ 2,50                                 |
| Movimento Società Sana                  | Movimento Società Sana                 | Movimento Società Sana                 |                                        |                                        | 1,76%                                  | Nuovo                                  |
| Naša prihodnost - Dobra država          | Naša prihodnost - Dobra država         | Naša prihodnost - Dobra država         |                                        |                                        | 1,70%                                  | Nuovo                                  |
| Partito Pirata di Slovenia              | Partito Pirata di Slovenia             | Partito Pirata di Slovenia             |                                        |                                        | 1,63%                                  | ▼ 0,52                                 |
| Terra Nostra                            | Terra Nostra                           | Terra Nostra                           |                                        |                                        | 1,50%                                  | Nuovo                                  |
| Partito Nazionale Sloveno               | Partito Nazionale Sloveno              | Partito Nazionale Sloveno              |                                        |                                        | 1,49%                                  | ▼ 2,66                                 |
| Primavera - Partito Verde               | Primavera - Partito Verde              | Primavera - Partito Verde              |                                        |                                        | 1,35%                                  | Nuovo                                  |
| Altri <1,00%                            | Altri <1,00%                           | Altri <1,00%                           |                                        |                                        | 2,03%                                  | ▼ 1,49                                 |
| Riepilogo dei seggi (+/- elezioni 2018) |                                        |                                        |                                        |                                        |                                        |                                        |
|                                         |                                        |                                        |                                        |                                        |                                        |                                        |
| LEVICA                                  | 5                                      | ▼ 4                                    |                                        | SD                                     | 7                                      | ▼ 3                                    |
| GS                                      | 41                                     | Nuovo                                  |                                        | IMNS                                   | 2                                      | ━                                      |
| NSi                                     | 8                                      | ▲ 1                                    |                                        | SDS                                    | 27                                     | ▲ 2                                    |
| LMŠ                                     | 0                                      | ▼ 13                                   |                                        | SMC                                    | 0                                      | ▼ 10                                   |
| SAB                                     | 0                                      | ▼ 5                                    |                                        | DeSUS                                  | 0                                      | ▼ 5                                    |
| SNS                                     | 0                                      | ▼ 4                                    |                                        |                                        |                                        |                                        |